# American Wedding
American Wedding és la tercera part de la saga American Pie. Va ser escrita per Adam Herz i dirigit per Jesse Dylan. La història té de protagonistes els amics de les primeres dues pel·lícules que es reuneixen de nou, aquesta vegada per celebrar el casament de Jim (Jason Biggs) i Michelle (Alyson Hannigan).
La pel·lícula va ser llançada als Estats Units l'1 d'agost de 2003, i va guanyar en total 104 $ milions en els Estats Units i $ 123 milions a tot el món amb un pressupost de $ 55 milions. A la pel·lícula té l'absència de diversos dels seus personatges secundaris de les dues primeres pel·lícules, incloent: Oz (Chris Klein), Sherman (Chris Owen), Heather (Mena Suvari), Vicky (Tara Reid), Nadia (Shannon Elizabeth), i Jessica (Natasha Lyonne). Això és perquè els creadors de les pel·lícules anteriors van observar que era impossible crear línies interessants per a tots els personatges principals, amb excepció de la història per Oz, que anava originalment a ser inclòs.

## Argument
Jim (Jason Biggs) i Michelle (Alyson Hannigan) es casaran. Ella vol que el casament surti perfecte. No serà fàcil, encara que tots es portin bé i no es barallin entre si, cosa que de totes maneres sembla poc probable. Cadence (January Jones), la imponent germana de Michelle, ha vingut en avió per fer de dama d'honor en el casament. I quan la veuen en Steve Stifler (Seann William Scott) i Finch (Eddie Kaye Thomas),s'ha la intenten lligar.Stifler aplica tot el seu encant carismàtic per enamorar-la. Jim va una mica asfixiat intentant impressionar als més aviat severs pares de Michelle, Harold (Fred Willard) i Mary (Deborah Rush), i li ha demanat a Stifler que es comporti, de manera que abandona el seu mètode habitual d'atac i es converteix en aquest pretendent encantador amb què somia tota noia. I Finch no té més remei que anar de dolent. Així que Cadence es troba davant el dilema d'escollir entre el perfecte cavaller Stifler i el macarra de Finch. I no hi ha casament sense una festa sorpresa de comiat de solter en què no falten una "donzella" molt dolenta i una "dona policia" molt sexy; Lliçons de ball, una església plena de flors marcides, i una gran pastís. Benvinguts a l'emocionant clímax de la saga de "American pie".

## Repartiment
- Jason Biggs com a Jim Levenstein
- Seann William Scott com a Steve Stifler
- Alyson Hannigan com a Michelle Flaherty
- Eddie Kaye Thomas com a Paul Finch
- Thomas Ian Nicholas com a Kevin Myers
- January Jones com a Cadence Flaherty
- Eugene Levy com a Noah Levenstein "Sr. Levenstein"
- Molly Cheek com a Mare de Jim
- Deborah Rush com a Mary Flaherty
- Fred Willard com a Harold Flaherty
- Angela Paton com a Abuela Levenstein
- Eric Allan Kramer com a Bear
- Amanda Swisten com a Stripper "sirvienta Brandi"
- Nikki Schieler Ziering com a Stripper "oficial Krystal"
- Lawrence Pressman com a Entrenador Head
- Alexis Thorpe com a Jennifer
- Reynaldo Gallegos com a Leslie Summers
- Kate Hendrickson com a Florista
- Jennifer Coolidge com a Mare de Stifler
- Julie Payne com a Sr. Zyskowski

## Banda sonora
1. Times Like These - Foo Fighters
2. Anthem - Good Charlotte
3. Forget Everything - New Found Glory
4. The Hell Song - Sum 41
5. Swing Swing - The All-American Rejects
6. I Don't Give - Avril Lavigne
7. Laid - Matt Nathanson
8. The Art Of Losing - American Hi-Fi
9. Fever For The Flava - Hot Action Cop
10. Give Up The Grudge - GOB
11. Bouncing Off The Walls - Sugarcult
12. Come Back Around - Feeder
13. Any Ohter Girl - NU
14. Beloved - The Working Title
15. Calling You - Blue October
16. Honey & The Moon - Joseph Arthur
17. Into The Mystic - The Wallflowers
18. She's a maniac - Flasdance

## Saga
- American Pie (1999)
- American Pie 2 (2001)
- American Pie Presents: Band Camp (2005)
- American Pie Presents: The Naked Mile (2006)
- American Pie Presents: Beta House (2007)
- American Pie Presents: The Book of Love (2009)